# Полій
Полі́й, діал. на́морозки — льодяне утворення, що виникло внаслідок замерзання води, що виходить з тріщини льоду на його поверхню. Може утворюватись на поверхні ґрунту внаслідок виходу на поверхню ґрунтових вод. Полоєм також можуть називати воду, що виступила на поверхню льоду.
За походженням розрізняють:
- Полій поверхневих вод,
- Полій підземних вод
- Мішаний полій

Виділяють:
- Сухий полій, утворений одноразовим виходом води на лід,
- Мокрий полій, вкритий водою, яка поступово витікає на поверхню льоду.

Довгий час в науковому середовищі не було єдиної думки щодо терміна «полій». На думку одних фахівців, полоєм була вода на льоду; інші вважали полоєм намерзання підземних або річкових вод, що вилилися на поверхню; треті відносили до полою «процес розтікання води, її замерзання, формування горбів обдимання, їх розтріскування». Така неузгодженість ускладнювала не тільки теоретичні роботи в цій області, але і не давала узагальнити зібрані в процесі спостережень відомості. У результаті ряд серйозних гляціологічних проблем вирішувалося в межах окремих наукових уявлень. Скажімо, обмерзання літаків і кораблів, наземних конструкцій, утворення граду та інші явища були предметом дослідження метеорології і фізики атмосфери. А обмерзання транспортних шляхів, міських магістралей вивчали дорожні служби і служби комунального господарства.
Подібна ситуація заважала вченим об'єднати свої зусилля для дослідження «фізично однорідних гляціальних утворень». Лише в 70-80-х роках ХХ століття завдяки ініціативі В. Р. Алексєєва події в цій галузі взяли інший характер, що дозволило створити Координаційний комітет, що займається роботою фахівців з полоєзнавства. Сьогодні щодо поняття «полій» в науковому середовищі існує єдина думка: це — шар льоду, що виникає на поверхні ґрунту, льоду, інженерних споруд при епізодичному витіканні вод гідросфери або техногенних вод.